# Chichiriviche (paroisse civile)
Pour les articles homonymes, voir Chichiriviche.
Chichiriviche est l'une des trois paroisses civiles de la municipalité de Monseñor Iturriza dans l'État de Falcón au Venezuela. Sa capitale est Chichiriviche, chef-lieu de la municipalité.

## Géographie

### Démographie
Hormis sa capitale Chichiriviche divisée en plusieurs quartiers, la paroisse civile abrite plusieurs localités dont :
- Chichiriviche
  - Playa Sur
  - Punta Cocales
- El Pasadero
- Punta Faustino
- Punta La Matica
- Punta Paradero
- San Rafael
- Tibana